# Старовлашко-рашке планине
Старовлашко-рашке планине су делови најзначајније висије у простору Дрине и Ибра. Заузима југозападни део Србије. Протеже се од Ђетиња и Западне Мораве на северу до црногорских површи и брда на југу; од Дрине на западу до долине Ибра и Копаоничких планина на истоку. Заузима површину од око 4500 km². Састоји се од Старог Влаха и Рашке. Стари Влах обухвата простор између Дрине и Ибра, око Лима, Увца и Моравице. Рашка обухвата сливове река Рашке и Студенице
У Старовлашко-рашке планине спадају: Звијезда , Тара, Златибор, Радочело, Чемерно, Гиљева, Златар, Јавор, Голија, Мучањ, Рогозна, Јадовник, Јелица, Озрен и Жилиндар.

## Геолошки састав
Према геолошком саставу углавном су то Кречњачки масиви, а Златибор је изграђен од Серпентина и представља највећи серпентински масив у Србији. За кречњачка подручја карактеристични су крашки облици рељефа, спелеолошке појаве у виду пећина и јама, које, саме по себи, могу бити валоризоване као туристичке атрактивности. Пештерска висораван са Сјеничком котлином заузима централни део Старог Влаха и са свих страна је окружена планинама. Читава површ је таласаста и геолошка грађа је представљена мезозојским и кенозојским седиментима и стенама. Највише су заступљени тријаски кречњаци, мање пешчар и конгломерат пермтријаске старости.

## Клима
Ово подручје има претежно умерено континенталну климу са континенталним флувијалним режимом. Лета су умерено топла, зиме умерено хладне, а прелазна годишња доба блага. Највећа количина падавина излучи се крајем пролећа и почетком лета, а најсувљи месец је фебруар. Умерено континентална клима јавља се на планинама до 1000 m н.в., а субалпска клима карактерише подручја изнад 1000 м. Овај предео изложен је утицају ваздушних струјања са запада, те је због тога богатији у погледу количине падавина у односу на остале делове Србије. Клима би била блажа, да подручје Западне Србије није одвојено системом Динарида од приморја. Међутим, маритимни утицаји се у одређеном степену осећају, захваљујући отворености речних долина. Средње вредности температуре ваздуха не показују велика колебања, осим Пештерске висоравни, која има специфичну климу. Овај крај с правом називају Балканским Сибиром, јер се овде температура током зимских месеци спушта и до -39˚С. Од ветрова присутни су североисточни, који дувају од октобра до маја, јужни и југоисточни, северозападни и источни.

## Биљни и животињски свет
Биљни и животињски свет је разноврстан и богат. Различитост подлоге, влажнија клима и кречњачка станишта условила су појаву бројних шумских екосистема са великим бројем ендемских и реликтних врста које су природне реткости и вредности. Од биљног света су присутни бели, црни бор, јела, смрека, јавор, бреза, јасика, липа, слатководне алге. Лековито биље попут хајдучке траве, кантариона и мајчине душице. Шумски плодови: јагоде, купине, малине, боровнице, као и маховине, лишаји и разне врсте гљива. Од ендемских врста најпознатија је
Панчићева оморика. 
Од животињског света су присутни вук, лисица, медвед, дивља мачка, дивља свиња, срна, слепо куче, ласица, орао, соко, јаребице, фазани, птица певачица којих има највише, водоземци, гмизавци и разне врсте риба. Од посебног значаја је Белоглави суп који је највећа птица у Србији и угрожена је врста која је пре две деценије скоро изумрла, а њена колонија у резервату Увца је једна од највећих у Европи.

## Воде
Значајније реке овог краја су: Лим , Увац, Голијска Моравица, Мали Рзав, Велики Рзав, Студеница , Рашка , Ђетиња. Ове реке својим дубоким долинама рашчлањују висоравни и праве клисуре и прелепе кањоне. Кањон Увца се сматра најлепшим, познат по својим меандрима који изгледају као лавиринт, чији је угао и до 270 степени. Он има посебну вредност, представља резерват природе и заштићено је природно добро I категорије. Преградом Лима и Увца створена су дубока и пространа вештачка језера: Потпећко на Лиму, Радоињско, Златарско и Сјеничко на Увцу и Газиводе на Ибру. На Ђетињи је изграђена прва ХЕ у Србији и једна од првих у свету. На Лиму се налазе ХЕ Потпећ и Бистрица, а на Увцу Кокин броди Увац. Овај крај је чувен и по пијаћим водама од којих су неке најздравије и најхладније у Србији. Бање са термоминералним изворима су: Новопазарска, Прибојска, Богутовачка и Прилички кисељак.

## Друштвено- географске одлике
Старовлашко-рашка висија је насељена од давнина и пружала је повољне услове за занатство, трговину, сточарство и земљорадњу. У прошлости је ово била успутна станица миграната из Црне Горе и Херцеговине у правцу плоднијих крајева Србије. У време Турске владавине знатан део православних Срба, који су овде живели, примио је ислам, али задржао свој језик. Српске земље под турском влашћу биле су административно подељене на санџаке. Како је време пролазило, тако јеНови Пазар постао главно средиште муслимана у том делу наше земље, по коме је касније настао појам Новопазарски санџак који је до 1912. године био у саставу Босанског пашалука. Тај појам се одржао и до данас. ПослеДругог светског рата санџачки муслимани су се према попису из 1948. године изјашњавали као Срби муслимани, да би се 1971. године декларисали као Муслимани у виду националне припадности, да би на крају већина Муслимана, после рата у Југославији деведесетих година XX века декларисали као Бошњаци. Међу становништвом највише је старијих генерација. Млади се масовно исељавају. Највише је пољопривредног становништва. Образовни ниво и запосленост становништва не задовољавају. То је један од разлога сталног исељавања.

## Културно-историјске знаменитости
Појам Стари Влах се први пут помиње у другој половини 12. века, тачније у повељи Стефана Немање манастиру Студеница. Као велики жупан, Стефан Немања је владао Србијом која је обухватила целу Рашку област, укључујући и Стари Влах, а претпоставља се да је делом тог простора управљао Немањин брат, кнез Страцимир. Тај простор је и у ранијим временима био саставни део српских држава, почевши од раносредњовековне Кнежевине Србије.
Старовлашко-рашка висија је позната по бројним културно-историјским знаменитостима, међу којима се истичу средњовековне цркве и манастири. Већина потиче из времена владавине династије Немањића. Лепотом и знаменитошћу истичу се манастири Студеница и Сопоћани који су увршћени у светски значајне културно-историјске споменике под заштитом УНЕСКА.
У долини Ибра је Црква Светих апостола Петра и Павла, подигнута на месту ранохришћанског храма из 6. века. Истичу се још и Ђурђеви Ступови, Градац и Милешева с фреском Бели анђео која је на туристичком плакату Србије обишла цео свет.
У Старовлашкој-рашкој регији има значајних објеката исламске вере и архитектуре. Представљени су џамијама високих минарета, које су најбоље очуване у Новом Пазару ( Алтун Алем џамија, Бор џамија, Арап џамија).

## Привреда
Старовлашко-рашка висија спада у ред недовољно развијених у Србији. Ратарство и сточарство су главне гране привреде. Сточарство се базира на пространим ливадама и пашњацима Златибора, Таре, Голије и других. Познате су сјеничке овце и сјенички сир. Млеко и млечни производи и вуна су познате сировине за прехрамбену и текстилну индустрију. Земљорадња је слабије развијена. У планинском подручју гаје се кромпир, пасуљ и др. Познат је ивањички кромпир. У речним долинама и котлинама гаје се пшеница и кукуруз, али су приноси мало. У долини Голијске Моравице и Ариља гаје се разне врста воћа. У околини Бајине Баште гаји се квалитетан дуван.
Шуме представљају велико богатство овог краја. Дрво се користи за огрев и индустријску прераду. Рудно благо није довољно проучено. Искоришћавање хидроенергетског потенцијала је у замаху. Од индустрије развијена је текстилна, металопрерађивачка и дрвна. У Прибоју је развијена индустрија моторних возила. Недалеко од Ивањице је рудник антимона. Код Сјенице је рудник угља Ставаљ.
Услови за развој индустрије у овом делу Србије су створени након изградње хидроелектрана на Увцу и Лиму. Постоје још и погони дрвопрерађивачке индустрије, камионских приколица, пластичне амбалаже, конфекције, трикотаже, тепиха, обуће, металних и прехрамбених производа. Фабрике камиона у Прибоју на Лиму су од посебног значаја као и производња амбалаже у Новој Вароши.
Саобраћајна повезаност ове регије са другим деловима Србије је побољшана после изградње пруге Београд-Бар и ауто-пута Београд-Петровац (Црна Гора).